# Cephaloscyllium zebrum
Cephaloscyllium zebrum  (лат.) — редкий вид рода головастых акул, семейства кошачьих акул (Scyliorhinidae). Известен всего по двум образцам, пойманным у северо-восточного побережья Австралии. Подобно прочим головастым акулам способен накачиваться водой и раздуваться в случае опасности.

## Таксономия
В 1994 ведущие исследователи CSIRO Питер Ласт и Джон Стивенс дали двум неизвестным полосатым головастым акулам, пойманным у рифа Флайндерс (англ. Flinders Reef) в декабре 1985 года, временное название Cephaloscyllium «sp. D». Один экземпляр представлял собой самца длиной 44,5 см, а другой — самку длиной 43,5 см. В 2008 году эти образцы были официально описаны в публикации CSIRO и им был видовой эпитет «zebrum», ссылающийся на их характерный окрас. Самец был признан голотипом, а самка — паратипом

## Ареал и среда обитания
Cephaloscyllium zebrum обитает на верхнем континентальном склоне рифа Флайндерс (Квинсленд, Австралия), на глубине 444—454 м. Точный ареал неизвестен.

## Описание
Это маленькая акула длиной около 44 см, с крепким телом и короткой, широкой приплюснутой головой. Морда широкая и закруглённая. Ноздри обрамлены кожными лоскутами, не достигающими длинного и узкого рта. Щелевидные глаза расположены высоко на голове. Борозды по углам рта отсутствуют. Верхние зубы видны, даже когда рот закрыт. Во рту 60—61 верхних и 59—62 нижних зубных рядов. Зубы мелкие, у самцов на каждом зубе 5 зубцов, а у самок — 3. Четвёртая и пятая жаберные щели расположены над грудными плавниками и короче первых трёх.
Первый спинной плавник расположен напротив брюшных плавников и имеет почти треугольную форму. Второй спинной плавник существенно меньше и расположен позади анального плавника. Грудные плавники крупные, среднего размера с узкими, закруглёнными кончиками. Анальный плавник крупнее второго спинного плавника и закруглён. Брюшные плавники небольшие, у самцов имеются длинные птеригоподии. Хвостовой плавник среднего размера имеет развитую нижнюю лопасть и глубокую вентральную выемку у кончика верхней лопасти. Кожа покрыта мелкими плакоидными чешуйками стреловидной формы. Эта акула имеет характерный окрас: по жёлто-кремовому фону близко расположены 31—34 коричневые полосы, морда покрыта полосами неравномерно, по направлению у хвосту полосы становятся бледнее. Брюхо бледное и лишено отметин.